# Max Gänsslen

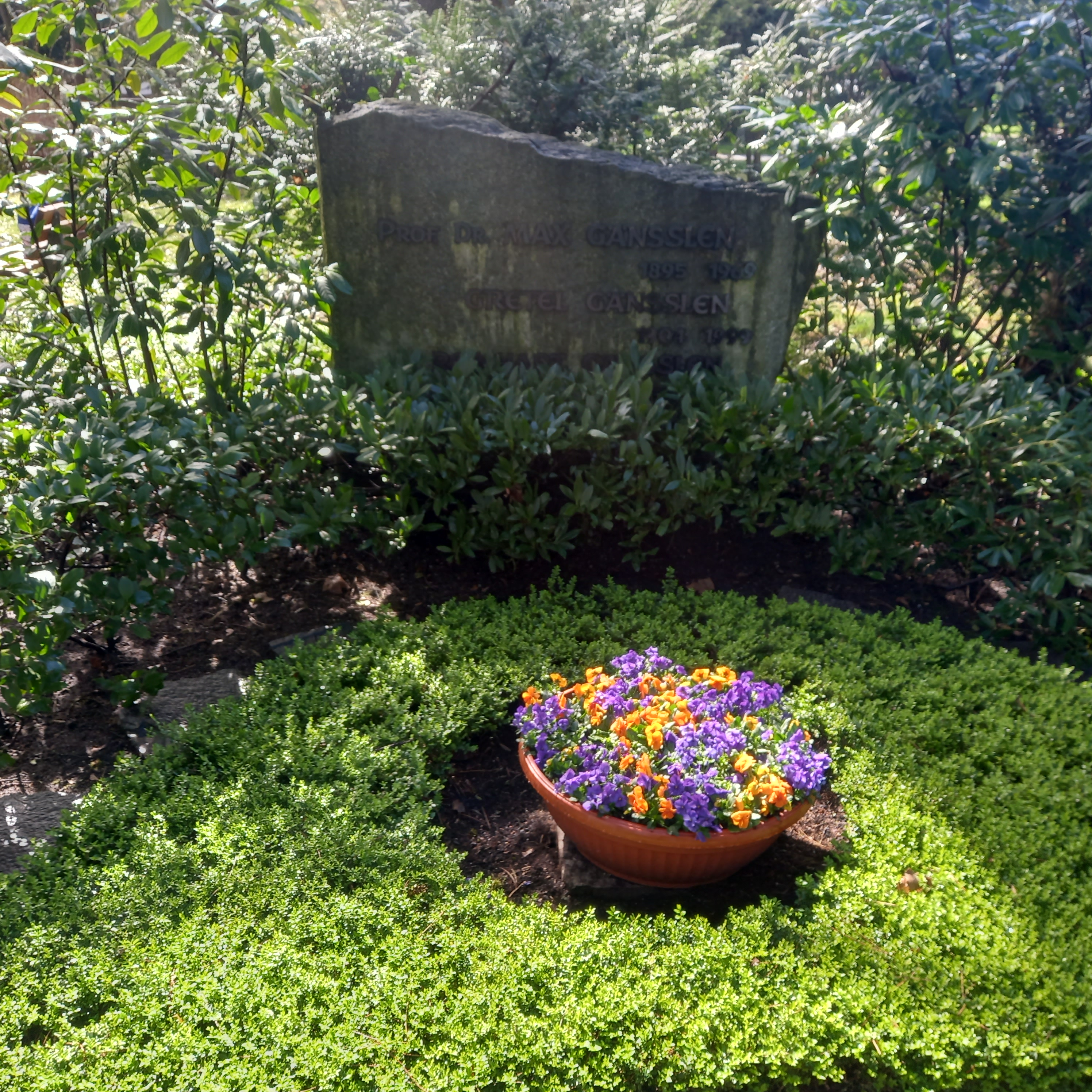
Das Grab von Max Gänsslen und seiner Ehefrau Gretel im Familiengrab auf dem Südfriedhof (Frankfurt am Main)

Max Gänsslen (* 24. März 1895 in Weinsberg; † 30. März 1969 in Frankfurt am Main) war ein deutscher Internist und Hochschullehrer.

## Leben und Wirken
Max Gänsslen absolvierte sein Medizinstudium ab 1912 an den Universitäten München, Leipzig und Tübingen, wo er 1920 promoviert wurde. Von 1919 bis 1935 war Gänsslen an der Medizinischen Universitätsklinik Tübingen tätig. 1923 habilitierte er sich beim Internisten Otfried Müller.
Seine Entwicklung eines Leberextraktes zur Behandlung der perniziösen Anämie, seit Anfang der 1930er Jahre von der Bayer AG unter der Bezeichnung Campolon vertrieben, machte Gänsslen damals weltberühmt.
Im Jahr 1935 wurde Gänsslen zum Leiter der Medizinischen Poliklinik der Universität Frankfurt/Main berufen, als Nachfolger des 1934 aus dem Amt entfernten Julius Strasburger. Am 2. Juli 1937 beantragte er die Aufnahme in die NSDAP und wurde rückwirkend zum 1. Mai desselben Jahres aufgenommen (Mitgliedsnummer 4.376.540). In seinen Vorlesungen behandelte er Menschen taktlos bzw. als wären sie nur Objekte.
1945 von der amerikanischen Besatzungsmacht vorübergehend dienstenthoben, führte Gänsslen eine Praxis in Frankfurt/M., bevor er 1950 zum Direktor der neu gegründeten 2. Medizinischen Universitätsklinik berufen wurde, die er bis zu seiner Emeritierung 1960 leitete.
Gänsslen wurde 1968 mit der Paracelsus-Medaille ausgezeichnet.